# Râul Bobu, Blahnița
Râul Bobu este un curs de apă, afluent al râului Blahnița.

## Hărți
- Harta Munților Parâng [nefuncțională – arhivă]